# Hvidovre (općina)
Hvidovre je općina u danskoj regiji Hovedstaden.

## Zemljopis
Općina se nalazi u istočnom dijelu otoka Zelanda, te je prigradska općina glavnog rada Danske Kopenhagena, prositire se na 24,85 km2.

## Stanovništvo
Prema podacima o broju stanovnika iz 2010. godine općina je imala 	49.366 stanovnika, dok je prosječna gustoća naseljenosti 	1.986,56 stan/km2. Središte općine je u gradskoj četvrti Hvidovre.

## Vanjske poveznice
- Službena stranica općine